# Canette (alimentaire)
Pour les articles homonymes, voir Canette.

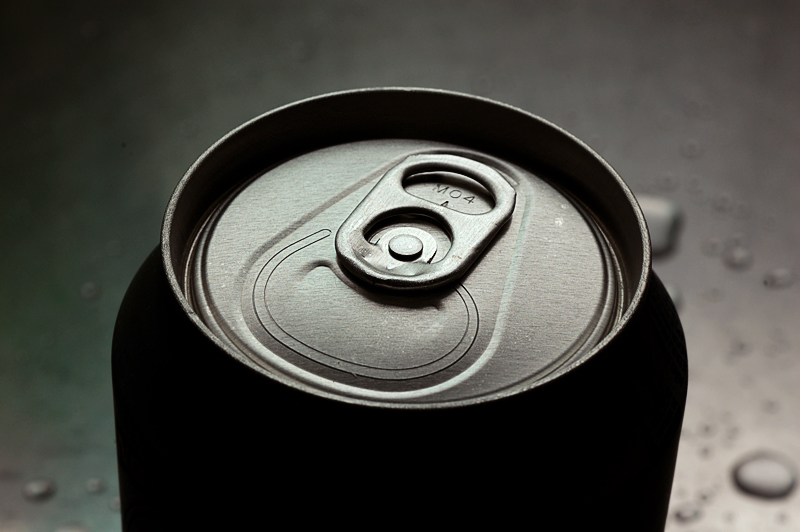
Couvercle (en aluminium) d'une canette métallique, avec son anneau d'ouverture.

Une canette, ou cannette, est un contenant, de faible volume (jusqu'à un litre) en verre ou en métal qui contient une boisson que l'on peut emporter puis boire sans outil ni gobelet.
Jusque dans les années 1970, le mot désignait uniquement une bouteille en verre, munie d’un bouchon mécanique ou d'une capsule, qui était utilisée pour la consommation de bières ou de limonades.
Depuis les années 1980, le terme « canette » désigne, par dérivation du mot anglais can, boîte métallique (en aluminium et/ou en fer-blanc) contenant une boisson, d'où les dénominations synonymes boîte boisson, ou boîte métallique. Pour éviter le risque de corrosion, le couvercle (muni d'un anneau à ouverture facile) d'une canette en métal est toujours en aluminium, quel que soit le matériau de la boîte (acier ou aluminium). L'intérieur de la canette est tapissé d'une fine membrane en plastique servant à empêcher que le contenu liquide ne réagisse chimiquement avec le contenant métallique.

## Canette traditionnelle en verre
À l'origine, la canette est une unité de mesure spécifique à la bière ; le mot kanete est attesté au XIIIe siècle au sens de « vase ». De fait, la canette a longtemps eu la forme d'un vase ou d'un pichet avec un bec verseur et souvent un capuchon ou un couvercle.

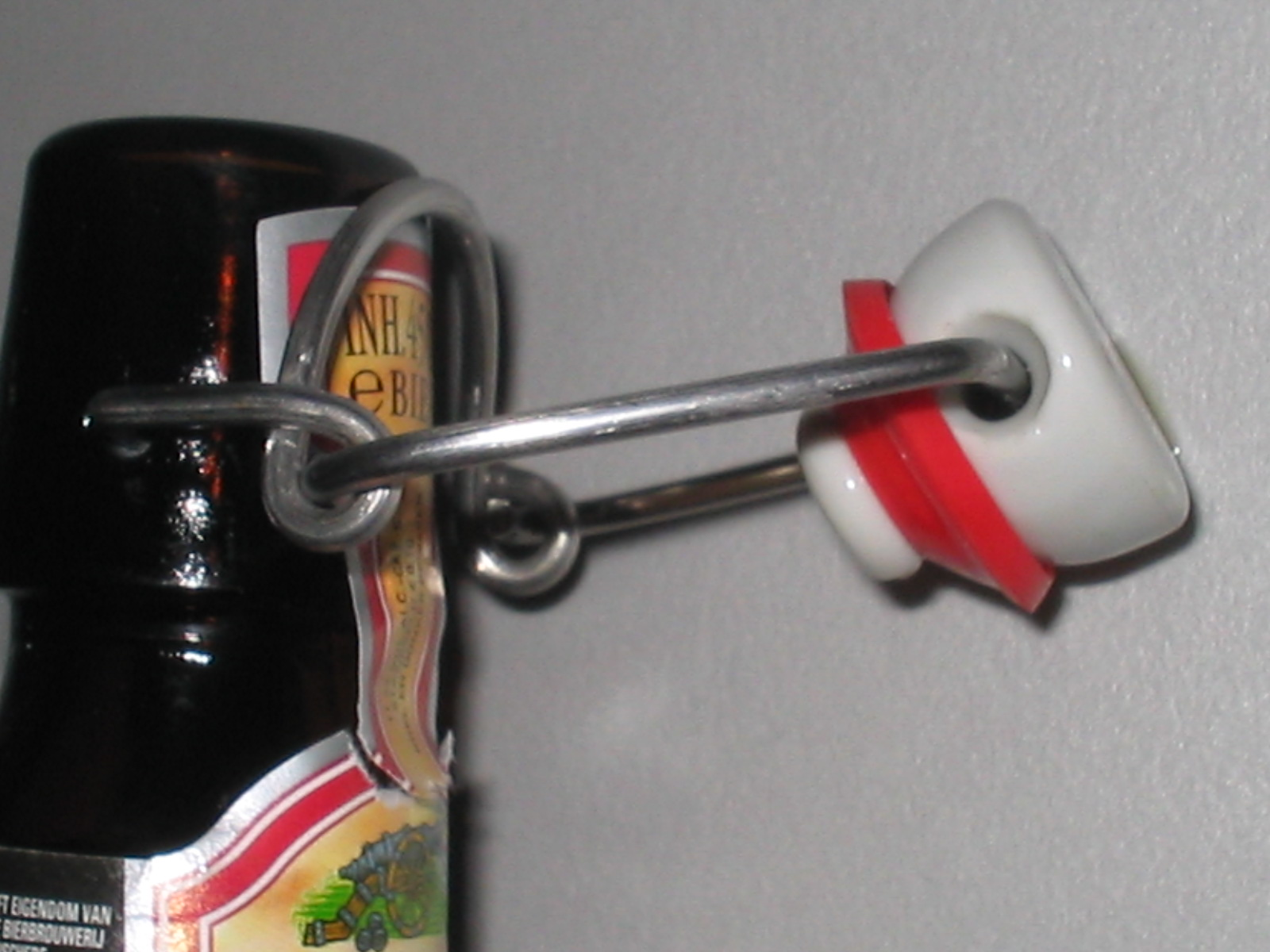
Bouchon mécanique : dispositif de fermeture d'une canette en verre.

La canette traditionnelle en verre est une bouteille dotée d'un bouchon mécanique, dispositif de fermeture en métal qui comprime un bouchon en porcelaine serti d'un joint en caoutchouc. Ce système étanche permet la conservation des boissons gazeuses, notamment la bière et la limonade, qui étaient vendues, jusque dans les années 1970, sous cette forme, notamment en bouteilles d'un litre. De nos jours, seules quelques marques utilisent encore ce système (par exemple la bière Fischer ou la limonade Lorina).
Jusque dans les années 1930, il y eut aussi le système de la bouteille Codd, avec une bille à l'intérieur de la bouteille.

## La boîte métallique, rebaptisée canette

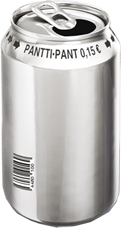
Une canette métallique.

Dès 1935 aux États-Unis, et 1937 en France, certaines boissons étaient vendues en boîtes rondes métalliques, sans anneau d'ouverture facile. En 1935, la Gottfried Krueger Brewing Company est la première société à proposer de la bière conditionnée dans ce qui est l'ancêtre des « canettes » utilisées aujourd'hui. Fabriquées en fer-blanc, semblables aux boîtes destinées à la conserve, on les appelait tin can, ce qui signifie « boîte en fer-blanc », ou plus simplement can.
Elles étaient ouvertes avec un ouvre-boîtes spécial qui permettait de faire deux ouvertures dans l'un des deux couvercles. L'un des trous permettait à l'air d'entrer tandis que l'autre laissait s'écouler le liquide, soit dans un verre soit directement à la bouche.
Selon Grégoire Chamayou, « le passage à des contenants jetables ouvrait d’alléchantes perspectives » pour les industriels de la bière américains, alors qu'il existait de longue date un système de consigne pour la vente de boissons : « supprimer les coûts de collecte et de reconditionnement, éliminer les intermédiaires (dont les embouteilleurs locaux), concentrer la production tout en étendant la diffusion sur de grandes distances ».

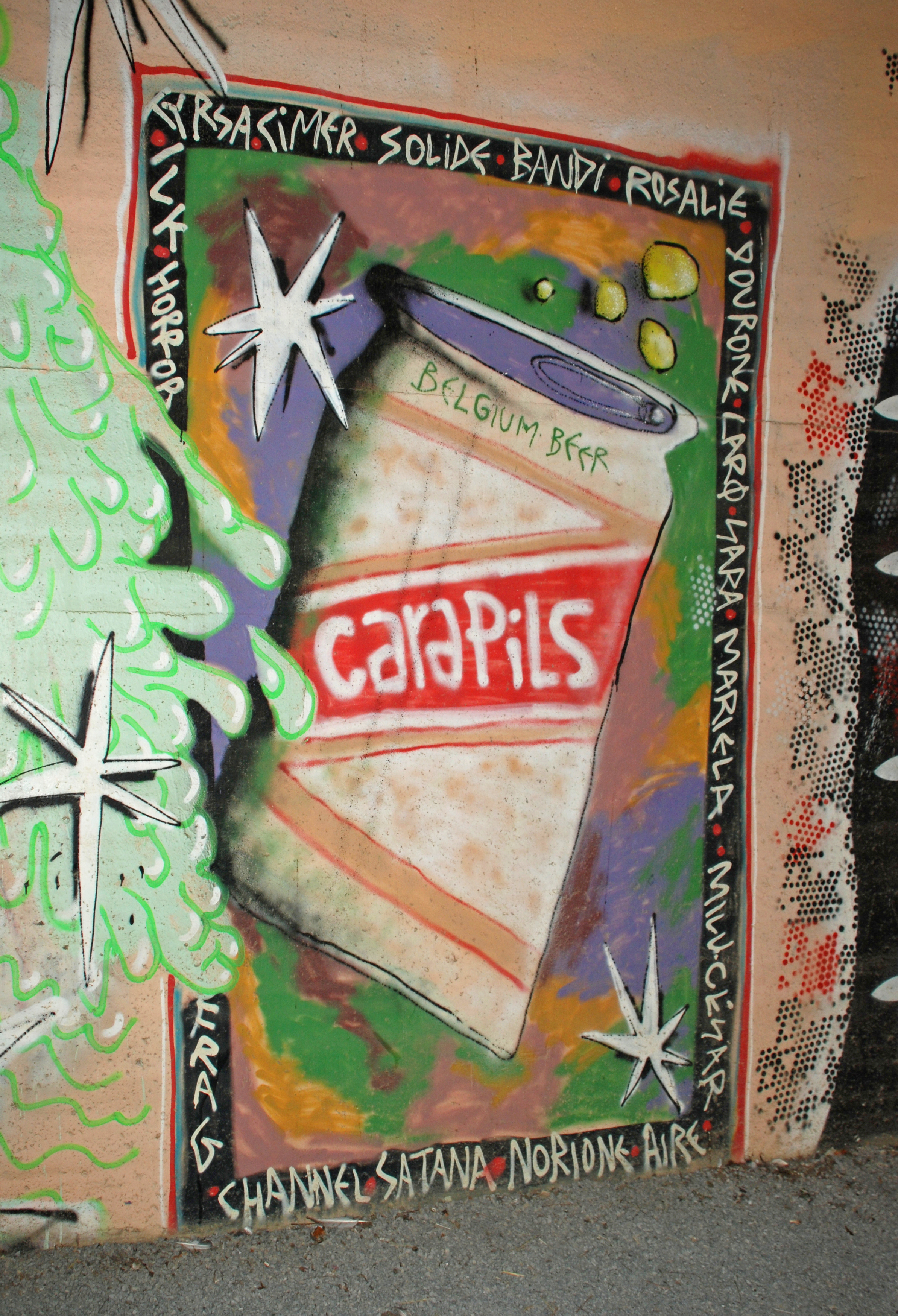
Canette de Cara Pils représentée sur une peinture murale de la gare de Louvain-la-Neuve) (Belgique).

Au début des années 1950, les fabricants de soda, à commencer par Pepsi, suivent les brasseurs dans le choix de développer la canette.
En 1959, le brasseur américain Coors Brewing Company introduit la boîte en aluminium. Ces premières boîtes faites entièrement d'aluminium ressemblaient beaucoup aux boîtes de conserve en fer-blanc.
En 1962, grâce à l'invention d'Ermal Fraze, les entreprises Alcoa et Pittsburgh Brewing Company introduisirent les couvercles à ouverture facile en commercialisant la bière Iron City Beer avec le slogan « Easy-Open Snap Top » que l'on peut traduire librement par « dessus à ouverture facile ».
Dans les années 1970, ces boissons américaines en boîte arrivent en force sur le marché français. Elles étaient toujours appelées can par les Anglo-Saxons — ce mot signifiant « récipient métallique » comme dans « jerrican », « boîte de conserve métallique » et « boîte métallique » par extension — et « boîte » par les professionnels francophones alors que le mot « canette » s’est imposé au grand public francophone, par déformation du mot anglais can. Dès les années 1980, le mot « canette » était utilisé par la presse québécoise.
Avant 1980, ces boîtes étaient fabriquées avec un anneau qui se détachait lors de l'ouverture. Lorsqu'ils étaient jetés dans la nature, ces anneaux causaient par leurs bords tranchants divers désordres, notamment des blessures aux pieds nus sur les plages. Pour remédier à cette situation, des industriels travaillèrent sur le moyen de maintenir l'anneau attaché au couvercle de la boîte.
Daniel F. Cudzik, un employé de Reynolds Metals Company, a travaillé cinq ans à développer le procédé industriel qui a permis de maintenir l'anneau attaché à la boîte. Breveté en juillet 1976, ce procédé est appelé « Stay-On-Tab ».
Les boîtes métalliques vides sont capables de supporter un poids axial d'environ 100 kg sans s'écraser, ce qui permet de monter dessus debout. En revanche, un adulte peut facilement presser et déformer une boîte vide par l'action mécanique de la main.

## Évolution de la boîte
Pesant un peu plus de 50 g en 1937, une canette métallique de 33 cl pèse, au XXIe siècle, 21 g pour le modèle en acier et 13,2 g pour le modèle en aluminium.
Il reste encore une petite marge de manœuvre pour réduire la masse de métal nécessaire à sa fabrication, et cela sans nuire à sa résistance, notamment en continuant à diminuer le diamètre du couvercle par rapport au corps de la boîte.
Initialement, les premiers modèles de 33 cl avaient un couvercle d'un diamètre de 66 mm identique à celui de la boîte. Il a progressivement été diminué pour atteindre 52 mm en 2008.
Dans les dernières années, la canette avec une ouverture agrandie pour boire a fait son apparition.

Différents modèles d'ouverture de canette
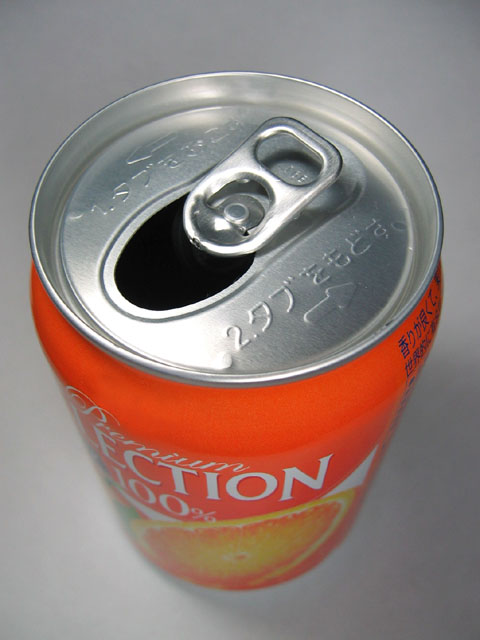
Une ouverture de taille standard.
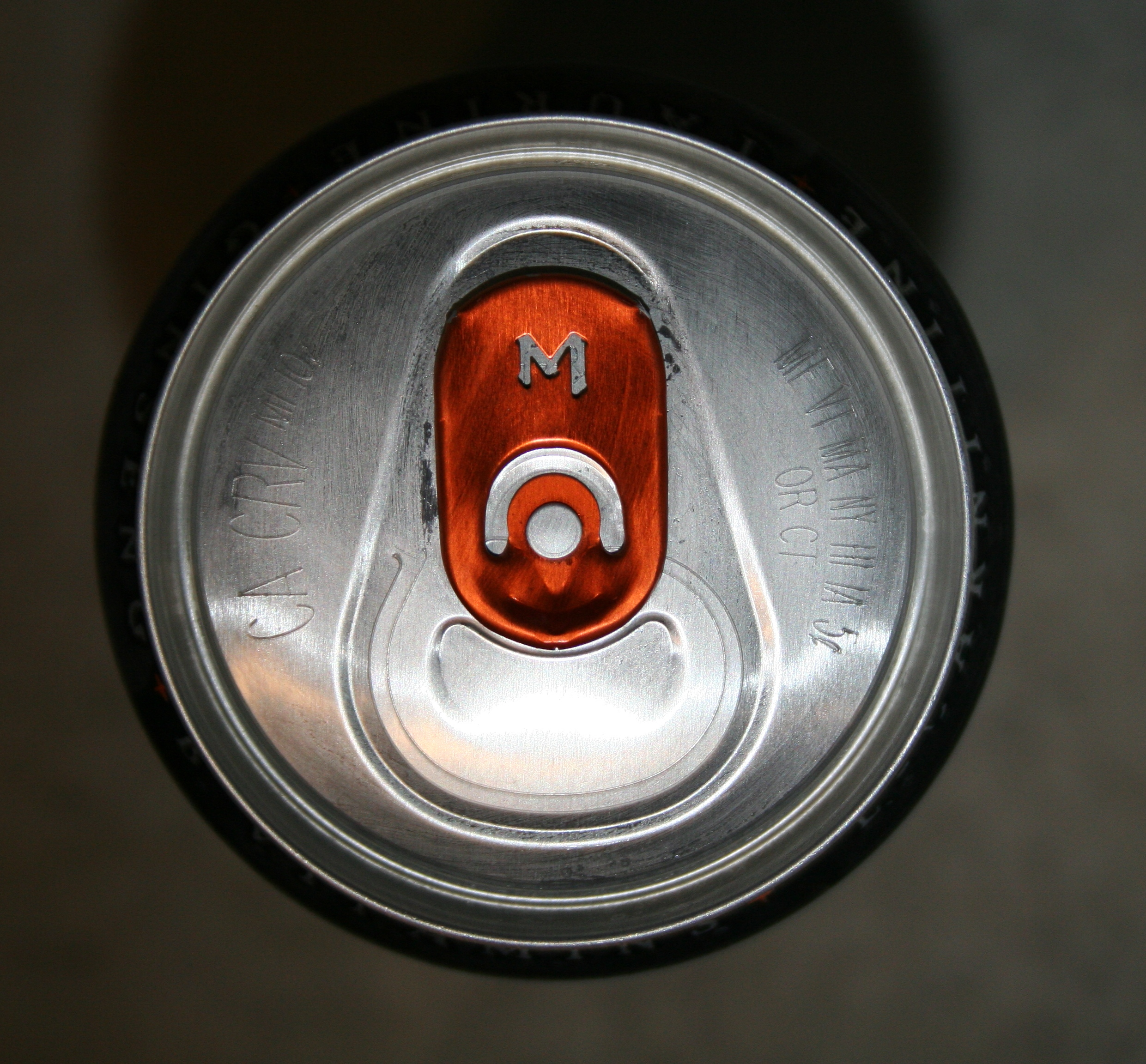
Une ouverture de grande taille.
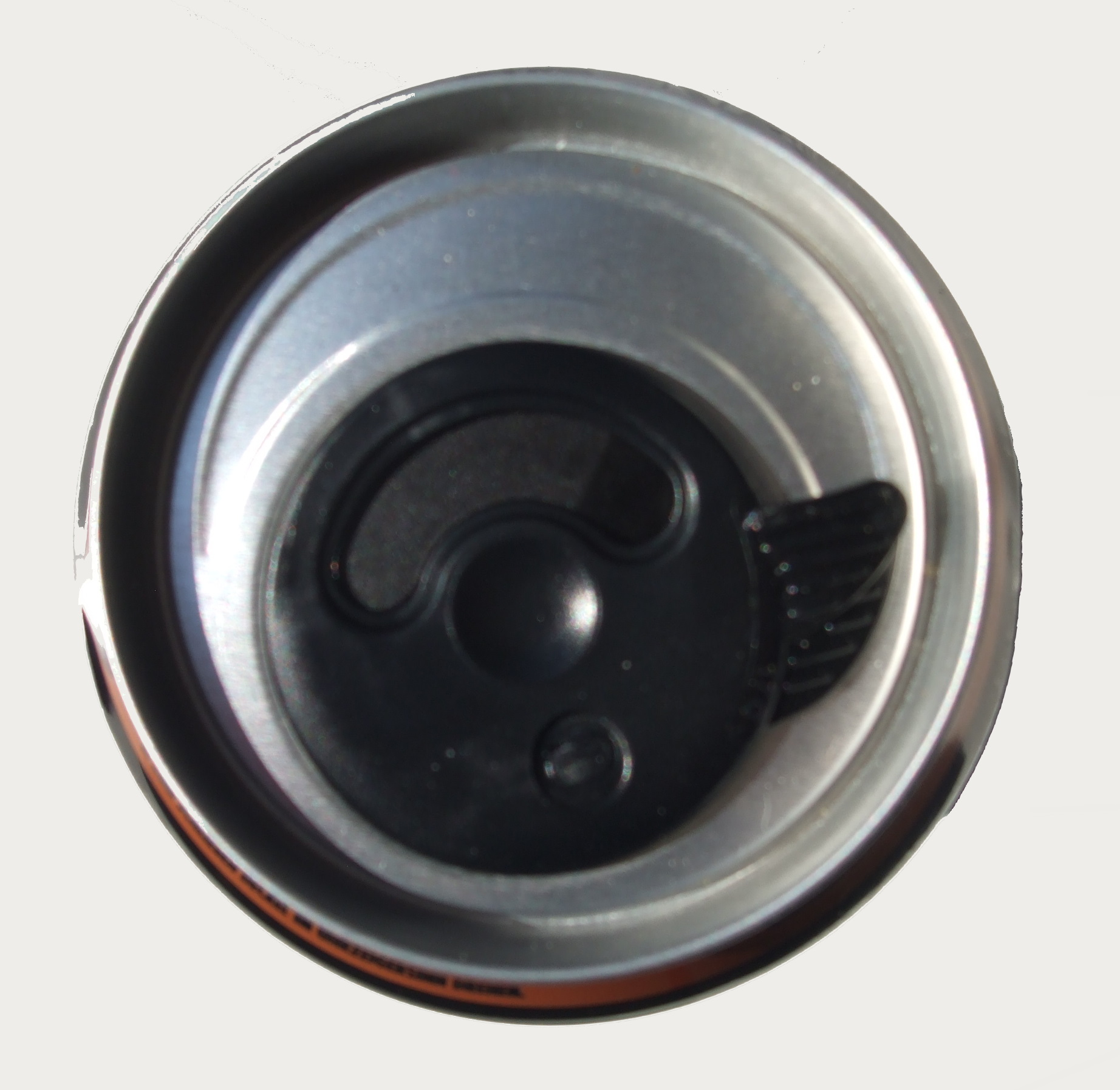
Un type d'ouverture qui peut se refermer.

La fabrication actuelle des canettes crée sur le couvercle une cavité qui peut permettre à des poussières de s'y loger, ce qui n'est pas très hygiénique. Pour remédier à cet inconvénient, quelques fabricants de boisson posent une feuille de protection sur le dessus de la boîte.
Depuis 2014, les canettes au format mince sont progressivement devenues la norme, notamment pour les boissons énergétiques. Le format permet notamment une plus grande surface visible lors de l'entreposage dans les rayons des distributeurs, mais aussi de moderniser l'image des marques et d'attirer la jeunesse,.

## Boîte métallique

### Élaboration
Ce processus appelé « Draw and Wall Iron » (DWI) a été breveté en décembre 1974 aux États-Unis. Les canettes modernes sont produites en emboutissant une rondelle issue d'une feuille d'aluminium ou d'acier étamé, lequel est couramment appelé fer-blanc. La malléabilité de ces deux métaux permet, en plusieurs passes, de créer une boîte cylindrique avec un côté ouvert et un côté fermé.
Après formation de la boîte, le bord du métal du côté ouvert étant irrégulier, le métal est coupé d'une façon régulière. Une étude menée par l'École des mines de Saint-Étienne et Péchiney dans les années 1990 a montré que l'irrégularité de l'emboutissage était liée à un problème de texture du matériau. Une modification du laminage peut d'ailleurs réduire considérablement ce phénomène d'anisotropie.
Le côté ouvert est ensuite déformé par rétreint pour former un cône et un bord sur lequel sera serti le couvercle après remplissage. Ce couvercle possède un anneau rivé qui permet de casser et déchirer une zone où le métal a été aminci afin de permettre une ouverture partielle du couvercle, l'opercule. La boite ainsi fabriquée reçoit toujours un vernissage intérieur et une impression à l'extérieur.
Ce même anneau rivé permet aussi de maintenir une paille à l'intérieur de la canette. 

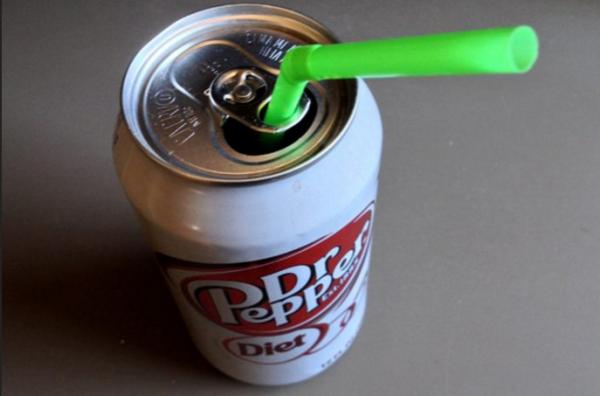
Paille retenue par l'anneau rivé.

### Remplissage
L'opacité du matériau rendant difficile l'appréciation visuelle du niveau par d'autres moyens, les procédés de contrôle du remplissage des boîtes métalliques font intervenir des sources radioactives. Les récipients, destinés aux boissons notamment, sont placés entre une source de rayons gamma et un détecteur. L'intensité du rayonnement faiblit lorsque le contenu de la boîte vient s'interposer entre la source radioactive et le détecteur. L'arrêt du remplissage est alors déclenché. Les industries utilisant ces procédés sont soumises au respect des règles de radioprotection. Une pompe volumétrique peut aussi remplacer ce système.

### Matériaux
Les canettes, entièrement constituées d’aluminium, sont facilement recyclables, et les équipements pour les récupérer sont courants. Au contraire du verre et du plastique, l'aluminium est souvent acheté en gros par les recycleurs de métal, même si aucune consigne n'est prélevée. Il faut, par exemple, 670 canettes pour fabriquer un vélo. Cassées, broyées puis compressées, les canettes passent dans un four électrique afin de récupérer le métal en fusion. Celui-ci, bien qu'issu du recyclage, conserve toutes ses qualités initiales, mais il est toutefois purifié pour en éliminer les impuretés.
En Europe, l'influence des groupes sidérurgiques régionaux a conduit à un partage du marché. Alors que le marché américain est dominé par la canette « tout aluminium », en Europe la canette est aussi fabriquée en fer-blanc avec un couvercle qui est toujours en aluminium. Cette association de deux métaux différents rend le recyclage plus difficile et les sidérurgistes, en association avec les fabricants d'emballages, cherchent à développer un couvercle en acier. Le point bloquant étant la zone de déchirure de l'opercule qui est plus sensible à la corrosion quand le couvercle est en acier. À terme, une canette « tout acier » serait moins chère et plus facile à recycler que son équivalent aluminium.
L'aluminium et le fer-blanc conduisent mieux la chaleur que le verre et le plastique, autres matériaux couramment utilisés par l'industrie alimentaire. Pour cette raison, le contenu des canettes est plus facile à refroidir que celui de bouteilles en plastique, par exemple.
Une canette en acier est plus rapidement dégradée dans la nature par corrosion qu'une canette en aluminium.

## Impact sur la santé
Une étude de 1992 du Medical Journal of Australia signale que le taux d'aluminium est quintuplé dans les boissons conditionnées dans des canettes d'aluminium. Ces milliards de canettes fabriquées chaque année présentent de sérieux risques de santé publique, dans la mesure où l’aluminium qui les tapisse peut provoquer à la fois des carences et des intoxications. Il est de plus soupçonné par les chercheurs que l'aluminium puisse jouer un rôle dans la maladie d'Alzheimer. Cependant, le produit à consommer n'est pas en contact direct avec le métal : lors de la fabrication, un revêtement alimentaire est vaporisé sur les parois intérieures de la boîte afin d'isoler le liquide du métal. Il contient du bisphénol A, qui est un perturbateur endocrinien. Des groupes de l’industrie alimentaire aux États-Unis ont commencé à supprimer le bisphénol A dès 2010, alors que Coca-Cola développait un lobbying en vue d’en éviter l’interdiction par le gouvernement américain. Plus du quart des votes d'actionnaires en assemblée générale continue de demander un changement dans ce sens.

## Marché
Le marché mondial dépassait en 2013 les 300 milliards d’unités fabriquées. Les trois premiers producteurs représentent 60 % de ce volume global : Rexam (chiffre d’affaires de 6,9 milliards de dollars américains en 2013), Ball (chiffre d’affaires de 8,5 milliards US$ en 2013), et Crown (chiffre d’affaires de 8,7 milliards de dollars américains en 2013).
Les États-Unis restent le premier marché avec 95 milliards d’unités consommées en 2013, l’Europe comptant pour 58 milliards, l’Amérique latine pour 30 milliards. L’Asie du Sud-Est et le Moyen-Orient sont des marchés en forte expansion.
Au Québec, en 2012, les ventes de contenants en canette d'aluminium sont au nombre de 549 millions.
En 2013, le marché européen de la canette a progressé de 3 % (+10 % en France) avec près de 61 milliards de canettes utilisées.

## Recyclage
Les canettes présentent l'avantage d'être facilement recyclables. En France, le taux de recyclage de l'aluminium est de 44 %, en Suisse, le taux est de 91 % et 96 % en Allemagne, pays avec le meilleur taux de recyclage en Europe grâce à la consigne de 25 centimes. Aux États-Unis, certains États imposent une consigne de cinq cents sur chaque canette : on en trouve alors très peu disséminées dans la nature.
660 canettes d'aluminium recyclées fournissent la quantité d'aluminium pour fabriquer un vélo, 48 000 une voiture et 15 millions un Airbus A380.

## Utilisations dérivées
À l'époque où les canettes métalliques étaient munies d'anneaux détachables, certaines personnes les collectionnaient et en faisaient des rideaux. Elles fabriquaient dans un premier temps des chaînes, qui étaient ensuite attachées ensemble pour faire un rideau. Les canettes font aussi parfois l'objet de collections.

Différents ouvrages faits à partir de canettes
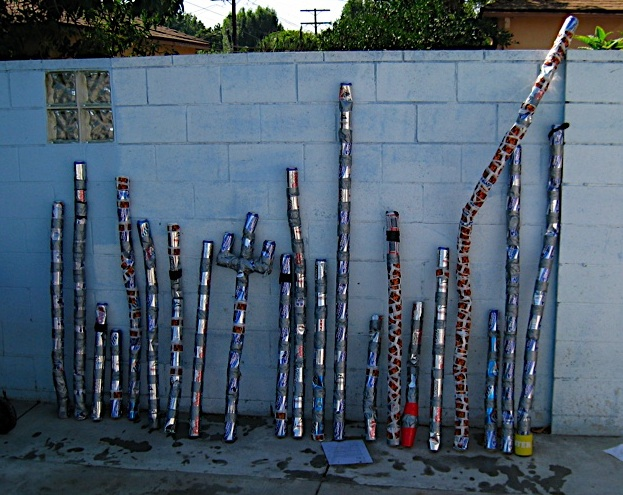
Assemblage de canettes tenues entre elles avec des autocollants (lors d'une « Wizard Stick Parties »).
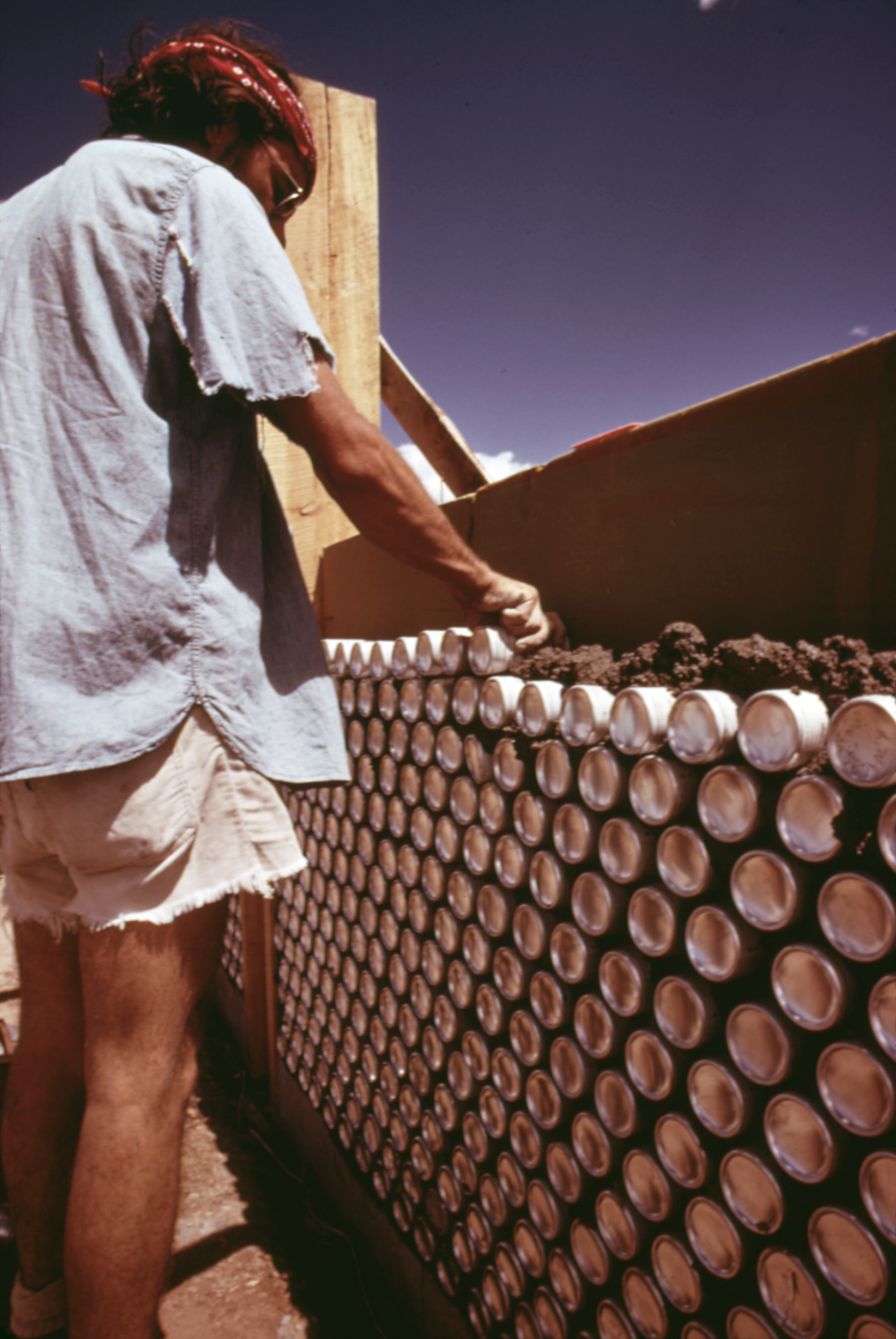
Utilisation de canettes pour isoler le mur d'une maison expérimentale.
Fenêtre constituée à base de canettes en verre.
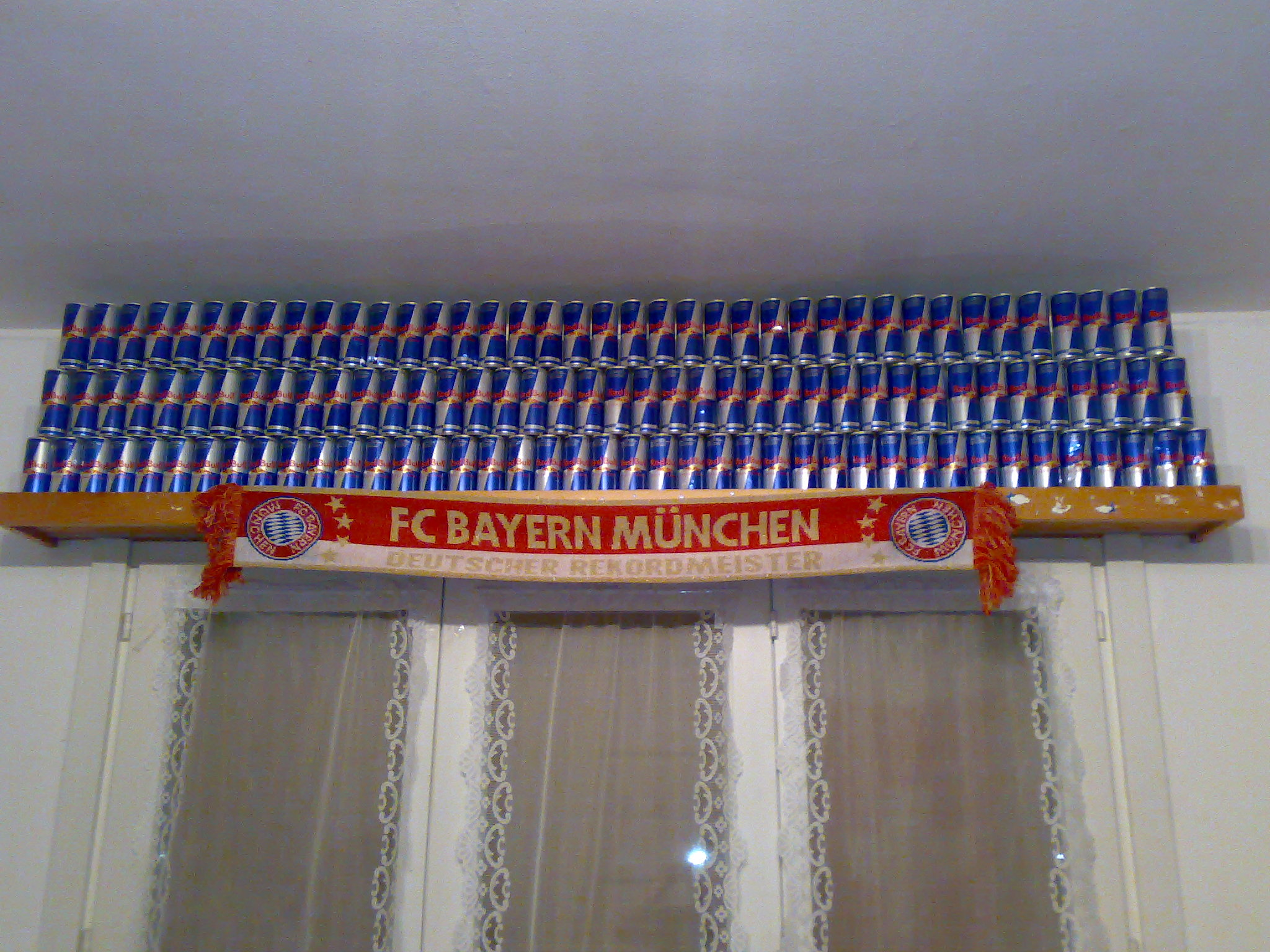
Collections de canettes de marque Red Bull.